# كوادريفورا
كوادريفورا هو نوع من النوافذ ذات الأربعة مصابيح. تظهر في الأبراج وأبراج الأجراس في الطوابق العليا، حيث يلزم تفتيح المبنى بفتحات أوسع، يمكن أن تكون كوادريفورا أيضًا مجموعة من النوافذ المتراصة.

## نظرة عامة
يتم تقسيم المربعات عموديًا إلى أربعة أجزاء بواسطة ثلاثة أعمدة صغيرة أو أعمدة عمودية، يرتكز عليها أربعة أقواس، مستديرة أو مدببة في بعض الأحيان، يتم تأطير المربعات بقوس أكبر، يمكن تزيين المساحة بين الأقواس بشعار النبالة أو فتحة دائرية صغيرة.
رغم أن الكوادريفورا أقل شيوعًا من البيفورا أو التريفورا، إلا أنها استُخدمت في العصور الرومانية والقوطية وعصر النهضة، في القرن التاسع عشر، عادت إلى رواجها مع فترة الانتقائية وإحياء الأنماط القديمة، مقارنةً بالتريفورا، استُخدمت الكوادريفورا عمومًا للفتحات الأكبر والأكثر زخرفة.